# Cycloramphidae
A Cycloramphidae a kétéltűek (Amphibia) osztályába és  a békák (Anura) rendjébe tartozó  család.

## Rendszerezés
- Cycloramphus – Tschudi, 1838
- Thoropa – Cope, 1865
- Zachaenus  – Cope, 1866

## Elterjedése
A családba tartozó fajok Brazília délkeleti részein honosak.